# Estudi de cohorts retrospectiu

L'estudi de cohorts retrospectiu o estudi retrospectiu de cohorts, també anomenat estudi històric de cohorts, és un estudi de cohorts longitudinal utilitzat en la investigació mèdica i psicològica. Una cohort d'individus que comparteixen un factor d'exposició comú es compara amb un altre grup d'individus equivalents que no estan exposats a aquest factor, per determinar la influència del factor en la incidència d'una afecció com la malaltia o la mort. Però a diferència de l'estudi de cohorts prospectiu no hi ha hagut un seguiment de les cohorts al llarg del temps, sinó que s'investiga donats els resultats (malaltia o mort) a quina cohort haurien pertangut (exposats o no exposats).